# Делавер-Парк (Нью-Джерсі)
Делавер-Парк (англ. Delaware Park) — переписна місцевість (CDP) в США, в окрузі Воррен штату Нью-Джерсі. Населення — 739 осіб (2020).

## Географія
Делавер-Парк розташований за координатами 40°42′18″ пн. ш. 75°11′18″ зх. д. / 40.70500° пн. ш. 75.18833° зх. д. (40.705109, -75.188281).  За даними Бюро перепису населення США в 2010 році переписна місцевість мала площу 0,64 км², уся площа — суходіл.

## Демографія
Згідно з переписом 2010 року, у переписній місцевості мешкало 700 осіб у 265 домогосподарствах у складі 195 родин. Густота населення становила 1100 осіб/км².  Було 278 помешкань (437/км²).
Расовий склад населення:
| - 96,4 % — білих - 1,1 % — азіатів - 0,6 % — чорних або афроамериканців |

До двох чи більше рас належало 1,6 %. Частка іспаномовних становила 5,7 % від усіх жителів.
За віковим діапазоном населення розподілялося таким чином: 25,6 % — особи молодші 18 років, 60,4 % — особи у віці 18—64 років, 14,0 % — особи у віці 65 років та старші. Медіана віку мешканця становила 41,4 року. На 100 осіб жіночої статі у переписній місцевості припадало 96,6 чоловіків;  на 100 жінок у віці від 18 років та старших — 92,3 чоловіків також старших 18 років.
Середній дохід на одне домашнє господарство  становив 86 200 доларів США (медіана — 85 069), а середній дохід на одну сім'ю — 96 781 долар (медіана — 88 798). Медіана доходів становила 51 510 доларів для чоловіків та 27 039 доларів для жінок. 
Цивільне працевлаштоване населення становило 431 осіб. Основні галузі зайнятості: освіта, охорона здоров'я та соціальна допомога — 19,7 %, роздрібна торгівля — 18,6 %, науковці, спеціалісти, менеджери — 17,9 %.